# Bodăieștii de Sus
Bodăieștii de Sus – wieś w Rumunii, w okręgu Dolj, w gminie Melinești. W 2011 roku liczyła 307 mieszkańców.